# Near Death Experience
Near Death Experience es una película francesa de 2014 dirigida por Gustave Kervern y Benoît Delépine y protagonizada por Michel Houellebecq.
El filme fue seleccionado para ser proyectado en la sección Horizontes del 71.er Festival Internacional de Cine de Venecia.

## Sinopsis
Casado y padre de familia, Paul, 50 años, trabaja para compañía telefónica. Su vida tranquila sufre un giro cuando ve por televisión un reportaje sobre las supersticiones de los viernes y 13. Se da cuenta de lo vacía que es su existencia. Desea suicidarse y se va al monte.

## Reparto
- Michel Houellebecq - Paul
- Marius Bertram - el vagabundo
- Benoît Delépine - compañero de trabajo
- Gustave Kervern - compañero de trabajo
- Manon Chancé - automovilista